# Holly Hill (Florida)
Holly Hill ist eine Stadt im Volusia County im US-Bundesstaat Florida. Das U.S. Census Bureau hat bei der Volkszählung 2020 eine Einwohnerzahl von 12.958 ermittelt.

## Geographie
Holly Hill liegt am Halifax River, einem Teil des Intracoastal Waterway an der Ostküste Floridas. Die Stadt grenzt direkt an die Städte Daytona Beach (Süden) und Ormond Beach (Norden) und liegt rund 30 Kilometer nordöstlich von DeLand sowie etwa 80 Kilometer nordöstlich von Orlando.

## Demographische Daten
Laut der Volkszählung 2010 verteilten sich die damaligen 11.659 Einwohner auf 6376 Haushalte. Die Bevölkerungsdichte lag bei 1154,4 Einw./km². 78,5 % der Bevölkerung bezeichneten sich als Weiße, 15,2 % als Afroamerikaner, 0,5 % als Indianer und 0,9 % als Asian Americans. 2,1 % gaben die Angehörigkeit zu einer anderen Ethnie und 2,7 % zu mehreren Ethnien an. 6,8 % der Bevölkerung bestand aus Hispanics oder Latinos.
Im Jahr 2010 lebten in 22,8 % aller Haushalte Kinder unter 18 Jahren sowie 31,4 % aller Haushalte Personen mit mindestens 65 Jahren. 51,1 % der Haushalte waren Familienhaushalte (bestehend aus verheirateten Paaren mit oder ohne Nachkommen bzw. einem Elternteil mit Nachkomme). Die durchschnittliche Größe eines Haushalts lag bei 2,12 Personen und die durchschnittliche Familiengröße bei 2,75 Personen.
20,8 % der Bevölkerung waren jünger als 20 Jahre, 23,5 % waren 20 bis 39 Jahre alt, 30,8 % waren 40 bis 59 Jahre alt und 25,0 % waren mindestens 60 Jahre alt. Das mittlere Alter betrug 44 Jahre. 48,9 % der Bevölkerung waren männlich und 51,1 % weiblich.
Das durchschnittliche Jahreseinkommen lag bei 27.313 $, dabei lebten 27,2 % der Bevölkerung unter der Armutsgrenze.
Im Jahr 2000 war Englisch die Muttersprache von 94,42 % der Bevölkerung, spanisch sprachen 3,76 % und 1,82 % hatten eine andere Muttersprache.

## Sehenswürdigkeiten
Am 8. April 1993 wurde das Holly Hill Municipal Building in das National Register of Historic Places eingetragen.

## Verkehr
Holly Hill wird vom U.S. Highway 1 sowie von den Florida State Roads 5A und 430 durchquert bzw. tangiert. Der nächste Flughafen ist der Daytona Beach International Airport (rund 10 km südlich).

## Kriminalität
Die Kriminalitätsrate lag im Jahr 2010 mit 464 Punkten (US-Durchschnitt: 266 Punkte) im hohen Bereich. Es gab sechs Vergewaltigungen, 34 Raubüberfälle, 83 Körperverletzungen, 163 Einbrüche, 416 Diebstähle, 91 Autodiebstähle und eine Brandstiftung.